# Tricalamus biyun
Tricalamus biyun is een spinnensoort in de taxonomische indeling van de spleetwevers (Filistatidae).
Het dier behoort tot het geslacht Tricalamus. De wetenschappelijke naam van de soort werd voor het eerst geldig gepubliceerd in 2009 door Zhang, Jun Chen & Zhu.